# Ипатка
Ипа́тка (лат. Fratercula corniculata) — морская птица из отряда Ржанкообразные, рода тупиков, семейства чистиковых.

## Описание
Длина до 41 сантиметра, масса тело до 612 грамм, размах крыльев до 58 сантиметров.  Лапы у ипатки красно-оранжевого или красного цвета. На пальцах острые когти. Между пальцами — перепонки. Клюв короткий, толстый у основания. Самцы крупнее самок. Окраска у самцов и самок одинаковая. Внешне ипатки напоминают тупиков, гнездящихся в северной атлантике и в Баренцевом море, но имеют между собой морфологические различия: клюв у ипатки окрашен в красно-жёлтые цвета, а у тупика в красно-голубые; над глазами имеются выросты, напоминающие рожки, что позволяет ипатку и атлантического тупика относить к разным видам. По указанной причине использование для ипатки также встречающегося названия «тихоокеанский тупик» не корректно.
Гнездятся ипатки на северном побережье Тихого океана, в пещерках, нишах и расщелинах скал, реже в длинных норках, которые роют сами и в которых строят гнёзда из перьев, листьев и трав в больших колониях. Самка откладывает одно яйцо, которое высиживают и самец, и самка. Кормят птенцов мелкой рыбой, совершая за ней длинные полёты. За один вылет может принести 50—60 рыбёшек.
Питаются рыбой ныряя за ней до 70 метров, зоопланктоном и кальмарами.

## Фото

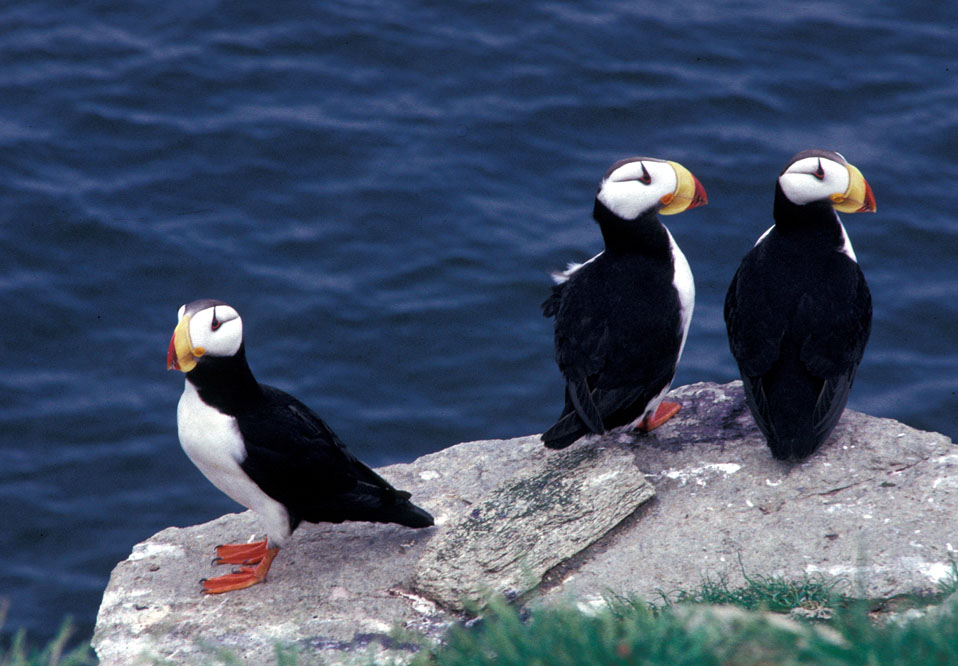
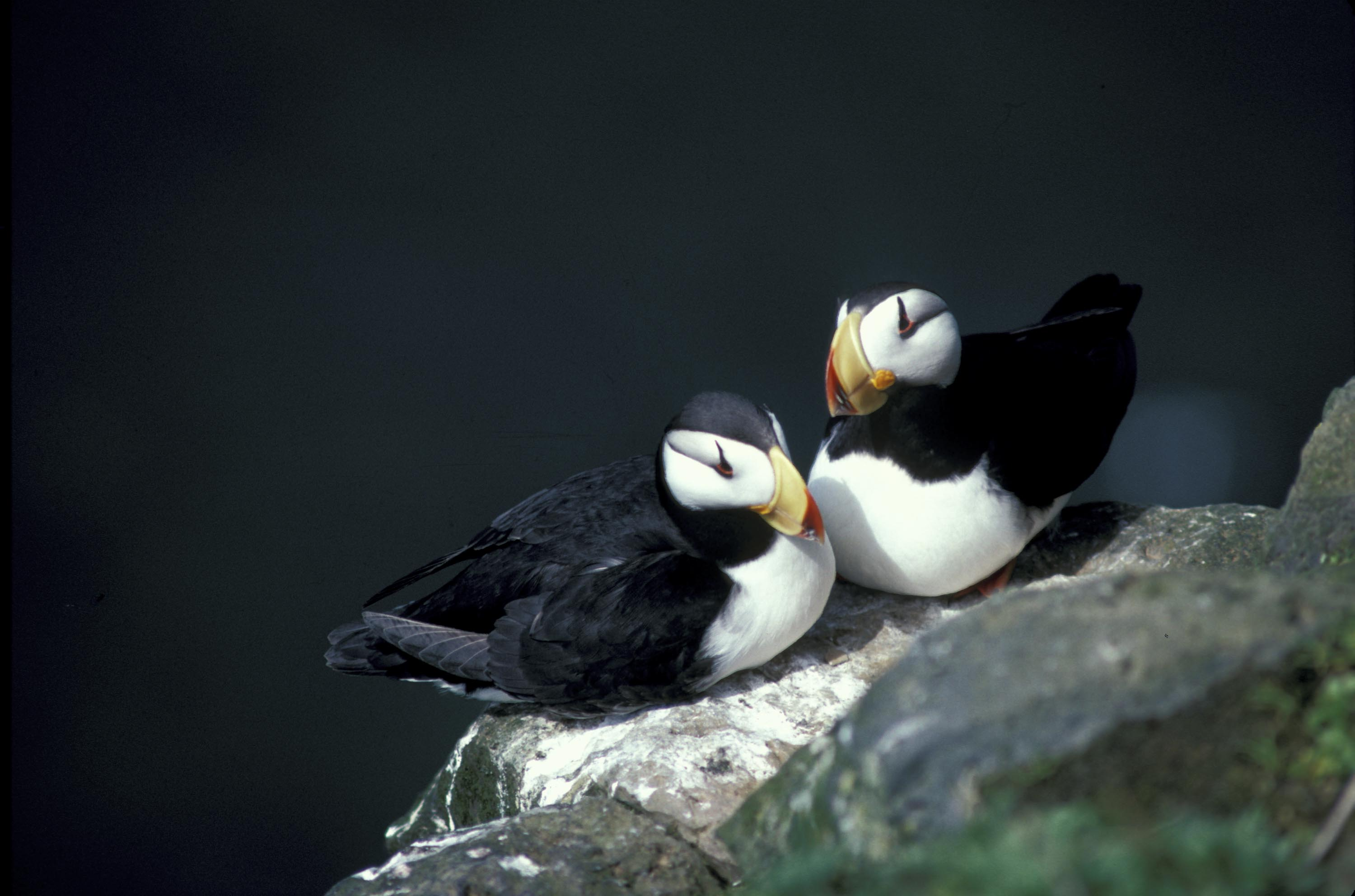
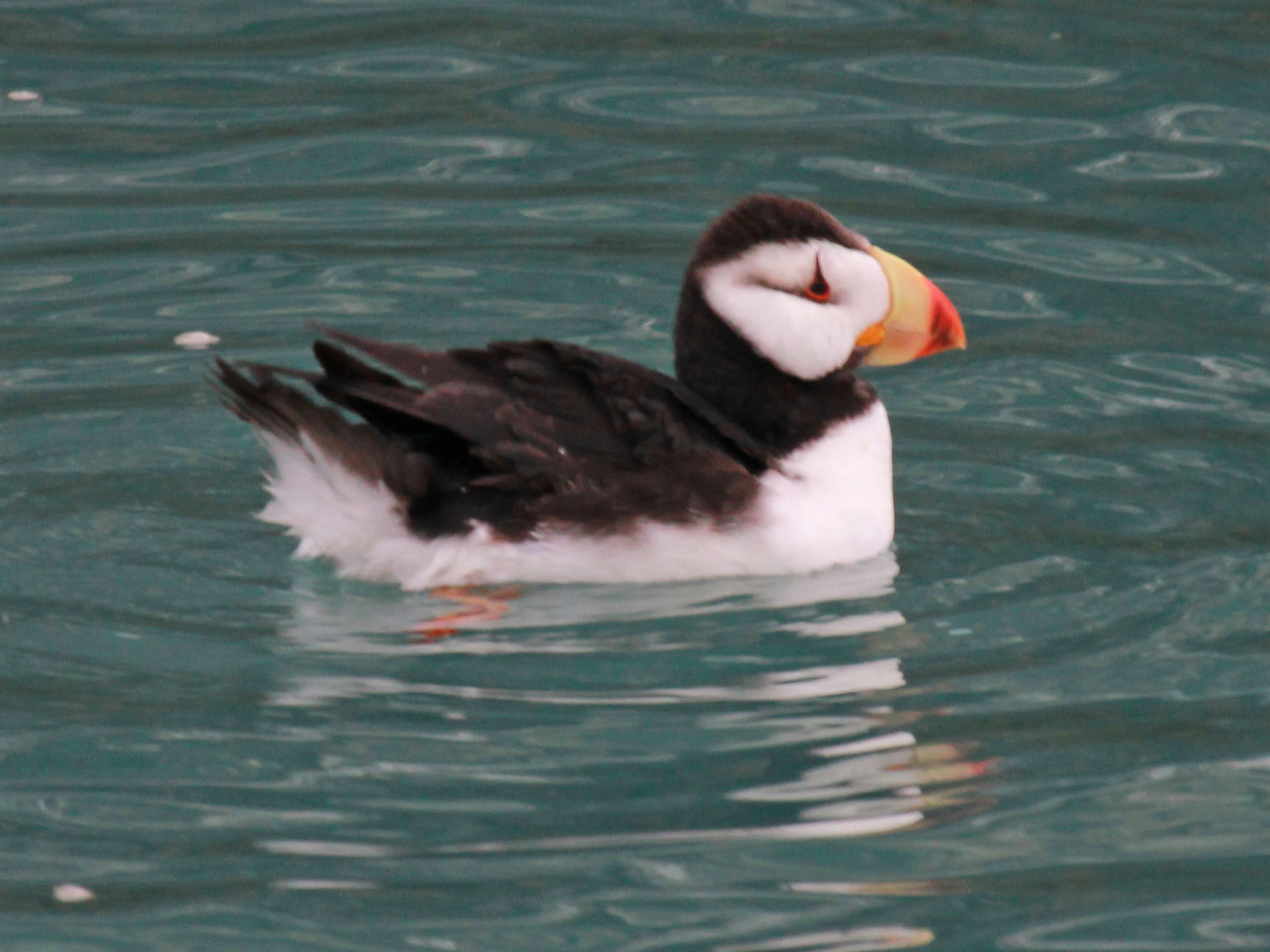